# Tanjung Medang (Rangsang)
Tanjung Medang is een bestuurslaag in het regentschap Meranti-eilanden van de provincie Riau, Indonesië. Tanjung Medang telt 1841 inwoners (volkstelling 2010).